# Axel Andersen Byrval
Axel Andreas Jacob Andersen Byrval (13. marts 1875 – 1957) var en dansk  gymnastiklærer, fodboldspiller og landstræner. Han spillede for Lærlingehjemmets Boldklub og fra 1888 Boldklubben Frem, hvor han også var cricketspiller og holdets kaptajn i perioden 1891-1901. Han sluttede som aktiv 1909. 
De sidste år som aktiv begyndte han også som træner. Han var 1903–1907 træner for B 93, men spillede i Frem, han havde dog spillet for B 93 1895–1896. Han var 1908–1911 og 1925 træner for Frem. Byrval var landstræner i 16 landskampe i perioden 1913-1915 og 1917-1918. 1895–1896 spillede han i B 93.